# ペルージャ英国人留学生殺害事件
ペルージャ英国人留学生殺害事件（ペルージャえいこくじんりゅうがくせいさつじんじけん）は、2007年にイタリア・ペルージャで起きた殺人事件である。

## 事件
2007年11月2日にイタリア・ペルージャの共同フラットで、イギリス人女子留学生メレディス・カーチャー（Meredith Kercher）の遺体が発見された。自室で、乱暴を受けた後、のどを鋭利な刃物で切られ、半裸姿のまま殺害されているのが発見された。その後、被害者は前日の11月1日夜に死亡していて、その直前に性行為を行っていたことが判明。地元警察は殺人事件として捜査、複数犯による犯行とみて、被害者のルームメイトだったアメリカ人女性アマンダ・ノックス(Amanda Knox)とその交際相手であるラファエレ・ソッレチート(Raffaele Sollecito)、麻薬密売などに関わっていたコートジボワール人の男の3人を逮捕した。バー経営者の男もアマンダの供述により犯人であるとして逮捕されたが、アリバイが成立して釈放された。3人とも容疑を否認する中、警察は、乱交ゲームをしていて、被害者にゲームに加わることを拒否されたため殺害したとして起訴した。

## 裁判経過
コートジボワール人の男は通常より手続きが早く終わる方式の裁判を自ら望んだため、他の2人とは別審理となった。一審判決は2008年10月に殺人、性的暴行の罪で禁固30年の有罪判決を言い渡した。判決では殺人現場と被害者の体内からDNAが見つかっており、血痕付きの自身の指紋を証拠として採用した。男は事件当夜に被害者と一緒に部屋にいたことを認めたものの、犯行は自分がトイレのために部屋にいなかったときに起きたと主張していた。その後控訴して二審判決も2009年12月22日有罪となったものの禁固16年に減刑された。再び上告したものの、禁固16年の有罪判決が確定した。　
アマンダ、ラファエレに対する一審の判決は2009年12月4日に2人の裁判官による8人の参審人団は、殺人、性的暴行など複数の罪状でアマンダに禁固26年、ラファエレに禁固25年の有罪判決を下した。検察はバー経営者の男を犯人であるかのように供述してアリバイなどについてもあいまいな供述を繰り返したこと、事件後に2人の携帯電話のスイッチが切られていたこと、事件発生46日後に発見された現場のDNAやラファエレの自宅で発見された凶器の料理ナイフから発見された2人のDNAを証拠として主張していた。弁護側はDNAは微量なものであり、決定的な証拠にはならないと主張していた。弁護側はこの判決を不服として控訴した。
2011年10月3日、裁判官2人を含む8人による参審人団は控訴審の判決で2人に逆転無罪判決を言い渡した。判決では、裁判所が独立機関に再鑑定を求めた結果、DNAの証拠能力に疑問符がついたことをあげた。下着（被害者のブラジャー）の一部に付着していたラファエレのDNAについても、汚染された可能性があると指摘して証拠能力を否定。他にも一審段階での事件当夜、現場近くでアマンダの怪しげな行動を見たとする目撃証言についてこの人物がヘロイン中毒者であり、証言の信用性に疑いがあること、殺人を犯す動機が欠如していること、現場から見つかったナイフでは首の3つの刺し傷のうち2つと形が合致せず、血痕も発見されていないことなど犯人であるとするには疑問符がついた。アマンダはその後に釈放され米国に帰国したが、イタリア最高裁は、無罪とした二審判決を2013年4月に破棄し、審理のやり直しを命じた。
2014年1月30日、再審によりアマンダに懲役28年6か月、アマンダの元交際相手ラファエレ、及び共犯者に懲役25年の判決がくだる。
2015年3月27日、イタリアの破毀院（最高裁判所）は、捜査に誤りがあったとして、アマンダとラファエレに、再び殺人の無罪を言い渡した。

## 報道
イタリア国内では被告らが警察沙汰になった経験があるなどの事件とは無関係なことまで報道されるなどして報道が過熱した。一方、アメリカ国内ではアマンダの家族や友人達によって支援が行われ、家族がシアトルのPR会社と契約してアマンダが無罪であるとしてメディアをあおるなどした。

## 映像作品
- Amanda Knox: Murder on Trial in Italy ： 監督ロバート・ドーンヘルム、主演ヘイデン・パネッティーア、共演マーシャ・ゲイ・ハーデンによる2011年のテレビ映画。本事件の映像化。最後の刺殺シーンに対して被害者遺族、被告の両親が激しく抗議してテレビ映画の放映中止も要求。結果、刺殺シーンは最終編集でカットされた。リアリティー番組の専門局ライフタイムTVより2011年2月21日にアメリカで公開された。

- 『天使が消えた街』：監督マイケル・ウィンターボトム、主演ダニエル・ブリュール、共演ケイト・ベッキンセイルによる2015年の映画。ただし、登場人物の名前は変えられ、舞台もトスカーナ州シエーナに変更されている。2015年9月5日公開。

- 『アマンダ・ノックス』：監督ロッド・ブラックハースト、ブライアン・マクギン。本人たちが出演する2016年のドキュメンタリー映画。Netflixオリジナル作品。

- 『スティルウォーター』：監督トム・マッカーシー、主演マット・デイモンによる2021年の映画。フィクションではあるが事件から着想を得ていると指摘されており[3]、その観点から強く批判されている[4]。

## 本
アメリカに帰国したアマンダ・ノックスは2013年に事件の体験記『Waiting to be heard; A Memoir』を出版した。ドラッグやセックスに浮かれていた事件当時の日々を反省し、前向きに生きる姿を綴っているという。